# Pérdida de audición
La pérdida de audición es uno de los problemas de salud crónicos más comunes, que afecta a personas de todas las edades, en todos los segmentos de la población y de todos los niveles socioeconómicos. Esta puede ser hereditaria o puede ser el resultado de una enfermedad, traumatismo, exposición a largo plazo al ruido o medicamentos. La pérdida de audición puede variar desde una leve, pero importante disminución de la sensibilidad auditiva, a una pérdida total.

## Epidemiología
La prevalencia en Estados Unidos según el Estudio de cohorte denominado Beaver Dam, realizado el 2011, concluyó que la pérdida de audición es un problema crónico muy común, y mucho más en personas adultas, ya que aumentaba según la edad del paciente:
- 3 % entre los 21 y 34 años
- 7 % entre los 35 y 44 años
- 11 % entre los 44 y 54 años
- 25 % entre los 55 y 64 años
- 43 % entre los 65 y 84 años

Además que la Organización Mundial de la Salud estima que la pérdida auditiva afecta alrededor de 466 millones de personas en todo el mundo.

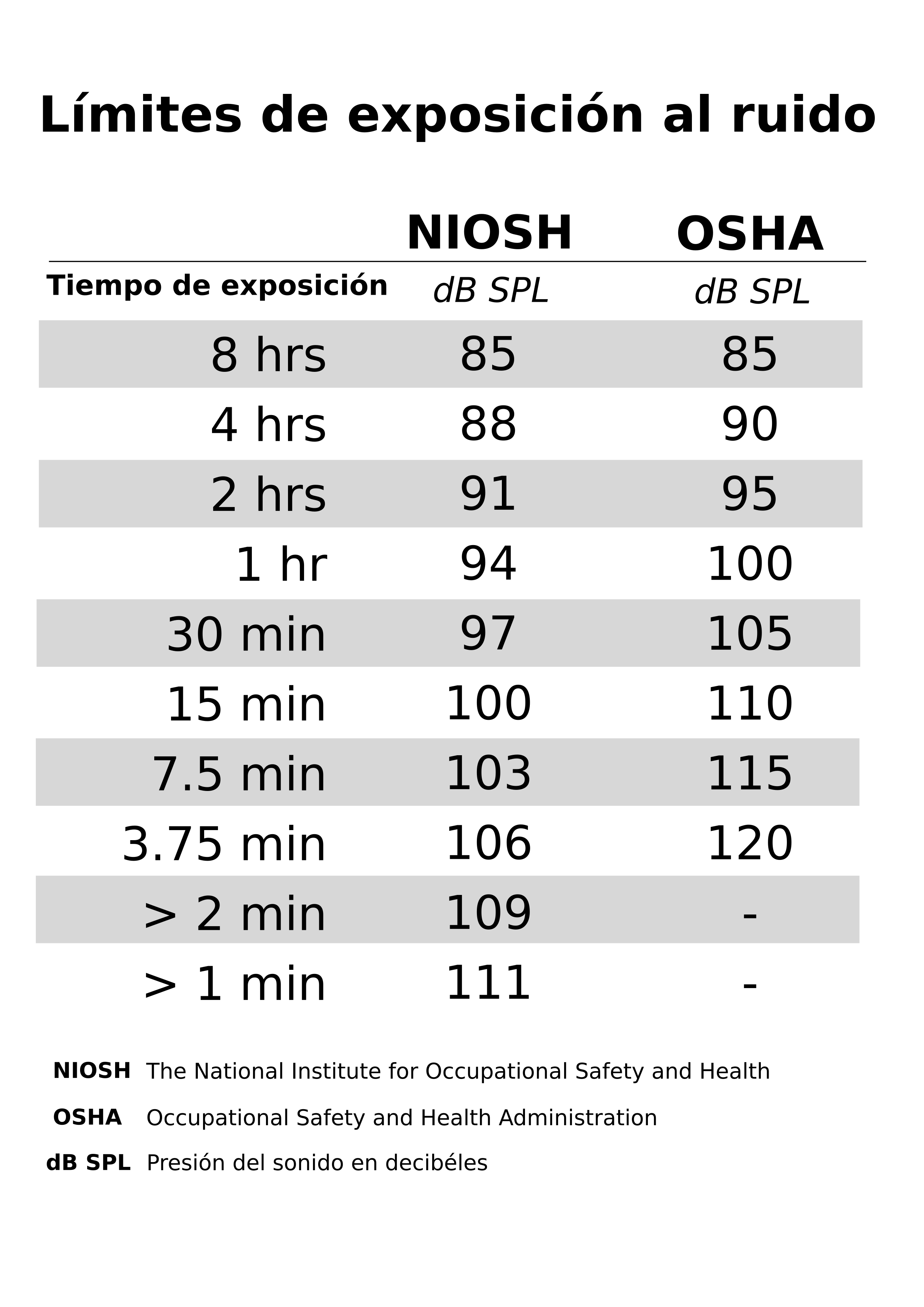
Límites de exposición al ruido.

## Tipos según el déficit funcional
Se denomina pérdida de audición o hipoacusia al déficit funcional que ocurre cuando un sujeto pierde capacidad auditiva, en mayor o menor grado. Llamamos umbral auditivo al estímulo sonoro más débil (de menor intensidad) que es capaz de percibir un determinado oído. Frecuentemente encontramos el manejo de los términos sordera e hipoacusia como sinónimos aun cuando no lo son.               

### Sordera
La sordera es la pérdida de la audición que altera la capacidad para la recepción, discriminación, asociación y comprensión de los sonidos tanto del medio ambiente como de la lengua oral. La pérdida auditiva es mayor de 70 decibelios, lo que les permite oír sólo algunos ruidos fuertes del ambiente como los provocados por una motocicleta, una aspiradora, una sierra eléctrica o un avión.

### Hipoacusia
La hipoacusia es la pérdida parcial de la capacidad auditiva. Esta pérdida puede ser desde leve o superficial hasta moderada, y se puede dar de manera unilateral o bilateral dependiendo de que sea en uno o ambos oídos; esta pérdida puede ser de más de 40 decibelios en adelante. Las personas con hipoacusia habitualmente utilizan el canal auditivo y el lenguaje oral para comunicarse. Se benefician del uso de auxiliares auditivos para recuperar hasta en un 20 a 30 % de la audición.

### Variables del entorno (en edades tempranas)
Ambiente familiar:
- Nivel socioeconómico.
- Capacidad de favorecer una comunicación intensa, condicionada por la aceptación de la sordera del niño y por la capacidad de adaptarse comunicativamente con él.

Ambiente escolar:
- Importancia de la articulación  y atención temprana.
- La escolarización en un centro integrado o especial.
- Se suele agrupar en centros de integración preferente a fin de favorecer la comunicación y evitar el aislamiento.

## Clasificación según las características
Para estudiar la pérdida de audición es necesario caracterizarla, así podemos clasificar las hipoacusias de formas tales como:
- Clasificación cuantitativa: según la cantidad de pérdida de audición.
- Clasificación topográfica: con respecto al lugar donde asienta la lesión que produce el déficit.
- Clasificación etiológica: de acuerdo con la etiología de la hipoacusia.
- Clasificación locutiva: en relación con el lenguaje. Aunque esta no es correcta, ya que la capacidad del habla puede ser desarrollada, la capacidad locutiva (capacidad del habla) depende de dos cosas: la estimulación de aprendizaje y el nivel de desarrollo de las cuerdas vocales (una persona con pérdida profunda de oído, no significa que no se desarrollen físicamente las cuerdas vocales).

### Clasificación cuantitativa
Existen pues muchas clasificaciones, la más didáctica a efectos prácticos sea quizás la clasificación cuantitativa, que establece los siguientes niveles:
- Normoaudición: el umbral de audición tonal no sobrepasa los 20 dB HL en la gama de frecuencias conversacionales.
- Hipoacusia leve: Pérdida no superior a 40 dB para las frecuencias centrales.
- Hipoacusia moderada: Pérdida comprendida entre 50 dB y 70 dB.
- Hipoacusia grave: Pérdida comprendida entre 70 dB y 90 dB.
- Hipoacusia profunda: Pérdida superior a 90 dB.

### Clasificación topográfica[7]
- Hipoacusia conductiva: Esta ocurre cuando algo impide que las ondas sonoras pasen al oído interno. Puede suceder por una variedad de problemas, incluidos los cuerpos extraños, las infecciones o por problemas de la membrana timpánica.
- Hipoacusia neurosensorial: Esta ocurre cuando el nervio auditivo o las células ciliadas del oído interno (cóclea) son dañados por la edad, el ruido, enfermedades, lesiones, infecciones, por un traumatismo encéfalocraneano, medicamentos tóxicos, o por una condición hereditaria.
- Hipoacusia mixta: Es aquella que abarca tanto una hipoacusia conductiva como neurosensorial.

## Síntomas
Las personas con pérdida de audición pueden experimentar alguno de los siguientes problemas o todos: 
- Dificultad para escuchar conversaciones, especialmente cuando hay ruido de fondo.
- Siseo, ronquido o zumbido en los oídos (tinnitus o acúfenos).
- Dificultad para oír la televisión o la radio a un volumen normal.
- Fatiga e irritación causada por el esfuerzo para oír.
- Mareo o problemas de equilibrio.

## Impacto en un niño
La adquisición del lenguaje va a ser el principal problema de los niños sordos. A menudo la disminución auditiva lleva a presentar en los niños/as conductas anormales, esto hace que el diagnóstico se dificulte, se confunda con un niño distraído, falto de comprensión, autista e incluso discapacitado intelectual, sin embargo estos niños/as pueden ser tan inteligentes como cualquier oyente.
La problemática auditiva no afecta de la misma forma a todos los niños, ya que esto depende de la edad en que aparezca la pérdida y la gravedad de esta y de acuerdo a esto serán las consecuencias que tenga el niño. La edad crítica para la aparición de problemas auditivos graves es a los tres años de edad. Se considera un problema grave a partir de una pérdida severa o mayor, porque con pérdidas menores a 70 decibeles, aun cuando sean desde el nacimiento, los niños pueden adquirir, por un lado el conocimiento sobre la funcionalidad del lenguaje y por otro lado la gran mayoría de sus elementos fonológicos, sintácticos, pragmáticos y semánticos.
Los niños y niñas sordos no desarrollan el lenguaje de forma espontánea; así los niños y niñas sordos de padres y madres oyentes aprenden el lenguaje oral que se utiliza en su entorno familiar. Es muy importante estimular a los bebés sordos a realizar sus emisiones orales con significado diferenciado, incluso en las situaciones de una defectuosa reproducción fonológica. También tienen mayores dificultades para adquirir los conocimientos. Como la lectura de textos escritos.
La pérdida de audición no es sólo la pérdida del sonido, sino toda la serie de consecuencias que esto conlleva en la adquisición del lenguaje oral y en el desarrollo integral del niño.  Los niños y niñas con problemas auditivos no tienen por qué presentar problemas en su capacidad intelectual, aunque en su evolución si se llegan a enfrentar con problemas para adquirir el lenguaje. La sordera afecta a la generación y desarrollo de las representaciones mentales, basadas en sonidos y/o grupos fonológicos del habla.

## Diagnóstico
Existen diversos métodos para el diagnóstico de la hipoacusia:

### Tamizaje auditivo neonatal
El tamizaje auditivo neonatal es una prueba audiológica no invasiva utilizada para detectar problemas en la percepción del sonido o pérdida auditiva en los bebés. Los exámenes para realizar el tamizaje auditivo son las emisiones otoacústicas (EOA) o los potenciales auditivos del tronco cerebral automatizados (PEAT A). Este tamizaje auditivo, que se hace a las pocas horas del nacimiento,  consiste en colocar un pequeño audífono en el oído del bebe durante unos segundos y registrar su capacidad auditiva.Con un micrófono se miden las emisiones otoacústicas, que son sonidos tenues producidos por el movimiento electromóvil de las células ciliadas externas del oído.

### Acumetría
La acumetría se realiza con diapasones de distintas frecuencias (128 Hz, 256 Hz, 512 Hz, 1024 Hz, 2048 Hz), es lo que se conoce como Set de Hartman.
Es un método diagnóstico cualitativo. Su principal misión es distinguir entre la hipoacusia de transmisión y la hipoacusia neurosensorial.

### Tests
Se realizan distintos tests, para realizar el diagnóstico: Rinne, Weber, Schwabach y Gelle.

#### Rinne
El test de Rinne compara la calidad de la percepción de sonidos entre la transmisión mediante la vía aérea y la transmisión por vía ósea (a través del mastoides) en un solo oído, es monoaural.
Se coloca un diapasón vibrando sobre el mastoides, a continuación, se acerca a la oreja, entonces se le pregunta al paciente, cuando ha escuchado el sonido con mayor intensidad.
Es positivo cuando la transmisión por vía aérea es mayor que la transmisión por vía ósea. Esto indica una audición normal o una hipoacusia de percepción.
Es negativo cuando la intensidad por vía ósea es mayor que la de la vía aérea. Esto es indicativo de la hipoacusia de transmisión.
Pueden aparecer falsos negativos en pacientes con cofosis.

#### Weber
La Prueba de Weber, evalúa ambos oídos a la vez, es binaural. Se coloca el diapasón en la línea media, y según que oído perciba mejor el sonido, se dará un diagnóstico:
- Hipoacusia de percepción: el sonido se lateraliza hacia el lado sano.
- Normal: el sonido no se lateraliza, se escucha igual por ambos oídos.
- Hipoacusia de transmisión: el sonido se lateraliza hacia el lado enfermo.

#### Schwabach
La Prueba de Schwabach compara la vía ósea del oyente y el examinador.
- Si el oyente percibe el sonido durante más tiempo que el examinador, significa que su vía ósea está más desarrollada, por lo que sufre de hipoacusia de transmisión.
- Si el oyente percibe el sonido durante el mismo tiempo que el examinador, el paciente no sufre de hipoacusia.
- Si el oyente percibe el sonido durante menos tiempo que el examinador, el paciente sufre de hipoacusia de percepción.

#### Gellé
La principal función de la prueba de Gellé es la detección de la otosclerosis, que da un Gellé negativo. Para ello se utilizan el diapasón y pera de politzer. 
- Se insufla aire por el conducto auditivo externo y a continuación se pone el diapasón en la cabeza. Como le hemos causado daños al conducto auditivo, no oirá el sonido emitido por el diapasón.
- Gellé - : el sonido se oye (otosclerosis)
- Gellé + : el sonido no se oye (no hay otosclerosis)

### Audiometría tonal supraliminar
Sirve para valorar la capacidad de reclutamiento, la fatiga auditiva y la adaptación en la hipoacusia neurosensorial. El estímulo auditivo que se utiliza supera el umbral del sujeto.

## Tratamiento y prevención
A menudo la pérdida de audición conductiva puede corregirse con audífonos o tratamiento quirúrgico (Implante coclear).
Exponer a los trabajadores a ruidos fuertes durante largos periodos de tiempo crea el riesgo de pérdida auditiva neurosensorial. Por este motivo, deben utilizar equipos de protección individual. Pero la investigación científica ha demostrado que son ineficaces.